# Sulfure d'europium(II)
Le sulfure d'europium(II) est le composé inorganique de formule EuS. C'est une poudre noire, stable dans l'air. Dans le sulfure d'europium, l'europium possède un degré d'oxydation de +II, alors que les lanthanides présentent un degré d'oxydation typique de +III. Sa température de Curie (Tc) est de 16,6 K. En dessous de cette température, EuS se comporte comme un composé ferromagnétique, et au-dessus il possède de simples propriétés paramagnétiques. EuS est stable jusqu'à 500°C dans l'air ; au-delà il commence à montrer des signes d'oxydation. Dans un environnement inerte, il se décompose à 1470°C.

## Structure
EuS cristallise dans le système cristallin cubique à faces centrées (FCC) avec la structure halite. L'europium et le soufre ont tous deux une géométrie de coordination octaédrique avec une coordinence de six,. Les liaisons Eu-S mesurent 2,41 Å.

## Préparation
Dans la préparation de EuS, de l'oxyde d'europium(III) (Eu2O3) en poudre est traité avec du sulfure d'hydrogène (H2S) à 1150°C. Le produit EuS brut est purifié par chauffage à 900°C sous vide pour éliminer le soufre en excès,
Eu2O3  +  3 H2S  →   2 EuS  +  3 H2O  +  S
EuS a également été synthétisé à partir du dichlorure d'europium (EuCl2) ; cependant, de tels produits tendent à être contaminés par les chlorures.

## Recherches
Dans les dernières décennies, un intérêt nouveau a été porté dans la synthèse de EuS, ainsi que celle de son analogue oxygéné EuO, à cause de leur potentiel comme matériaux pour fenêtres laser, aimants isolants, semi-conducteurs ferromagnétiques, et comme matériaux magnétorésistants, optomagnétiques et luminescents,. EuS a été utilisé dans une expérience mettant en évidence des fermions de Majorana pertinents pour l'informatique quantique et la production de qubits.